# فيديريكو لاينز
فيديريكو لاينز (بالإسبانية: Federico Laens)‏ (14 يناير 1988 بمونتفيدو في الأوروغواي - ) هو لاعب كرة قدم أوروغواني في مركز الهجوم. شارك مع منتخب الأوروغواي تحت 20 سنة لكرة القدم. أما مع النوادي، فقد لعب مع بنيارول وبيلا فيستا وديفينسور سبورتينغ ومونتيفيديو واندررز ونادي بيسكارا ونادي سونغنام ونادي كارتاخينا وناسيونال مونتيفيديو ونادي رينتيستاس والتانك سيلي وإيه جي نوسرينا 1910 ‏ وGC Biaschesi ‏.

## روابط خارجية
- فيديريكو لاينز على موقع دوري كوريا الجنوبية (الإنجليزية)
- فيديريكو لاينز على موقع قاعدة بيانات كرة القدم.إي يو (الإنجليزية)
- فيديريكو لاينز على موقع Soccerway.com (الإنجليزية)
- فيديريكو لاينز على موقع AS.com (الإسبانية)